# 2007年の航空
< 2007年
2006年の航空 - 2007年の航空 - 2008年の航空

## 航空に関する出来事
- 1月1日 -  インドネシア・スラウェシ島付近で、乗客乗員合計102名を乗せたアダム・エアのボーイング737が消息を絶った。1月11日に海上で尾翼の一部発見、慣性航法装置に起因するパイロットエラーが原因と結論付けた。（「アダム航空574便墜落事故」）
- 1月22日 - 中華人民共和国とパキスタン・イスラム共和国が共同開発した単座式全天候型多用途戦闘機FC-1の組み立てをパキスタンのPakistan Aeronautical Complexが開始した。
- 1月29日 - ロシア最初の格安航空会社、スカイ・エクスプレスがモスクワ－ソチ便の運行を開始した。

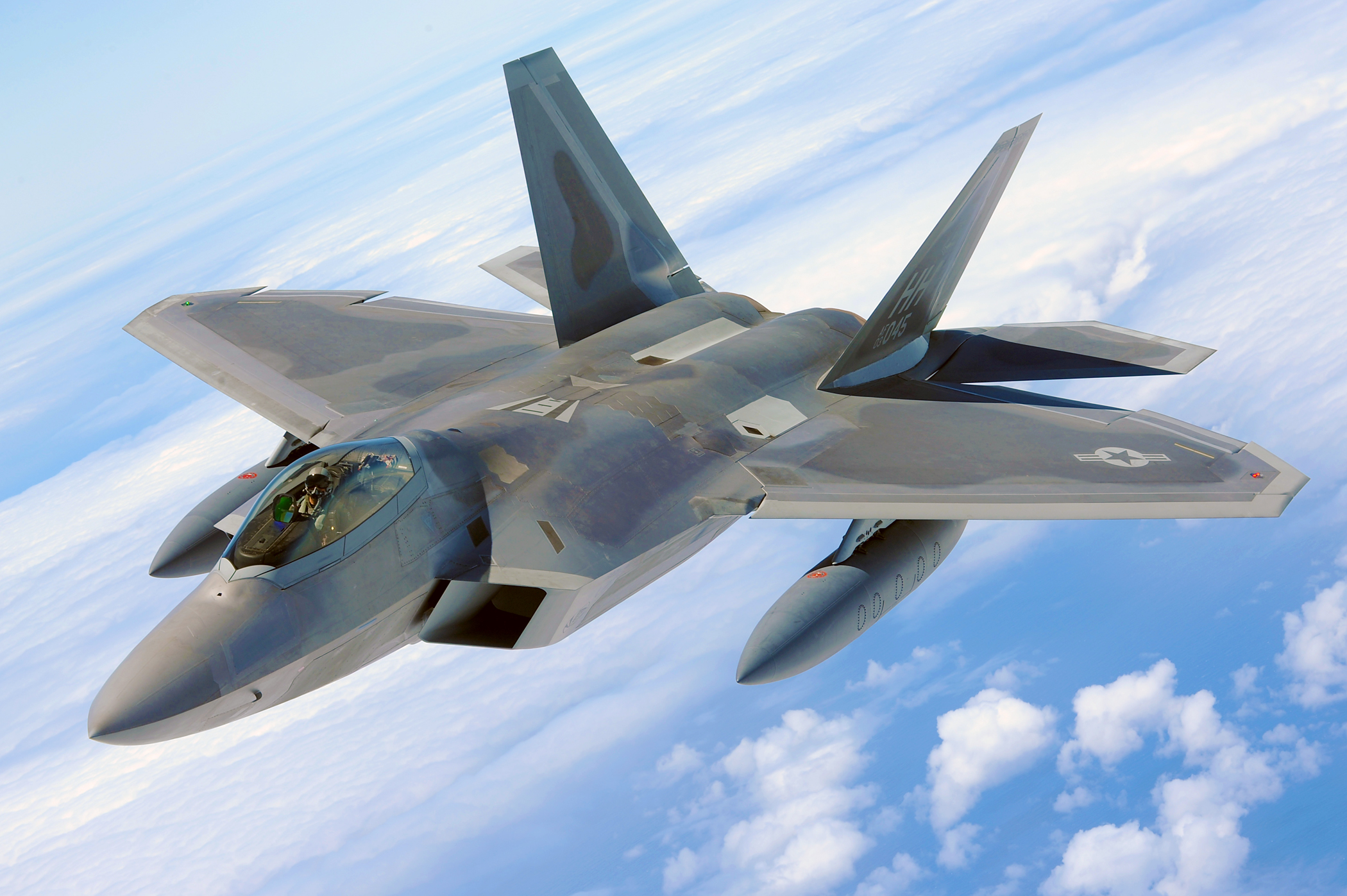
F22Aラプター

- 2月17日 - アメリカ空軍のステルス戦闘機F22Aラプターが嘉手納基地に配備された。初の国外基地配備である。
- 4月1日 - 日本航空がワンワールドに加盟した。
- 4月17日 - ハワイのホノルル国際空港をハブとする、格安・地域航空会社、go!が運行を開始した。
- 8月8日 - ヴァージン・アメリカが運行を開始した。
- 9月1日 - ポーランドのラドムの航空ショーで曲技飛行チームの2機のズリーン Z-526が空中衝突し2人のパイロットが死亡した。（「2007年のラドム航空ショー事故」）
- 9月3日 - チョークス・オーシャン・エアウェイズが運航停止。当時世界最古の航空会社だった。
- 9月16日 - タイの国内格安航空会社、ワン・トゥー・ゴー航空のマクドネル・ダグラス MD-82がプーケット国際空港で、着陸に失敗し82人が死亡した。（ワン・トゥー・ゴー航空269便着陸失敗事故）
- 10月25日 - 世界最大の民間航空機、エアバスA380がシンガポールとシドニーとの間の初の商業飛行を開始した。
- 12月12日 - 中国国際航空と上海航空がスターアライアンスに加盟した。

## 航空に関する賞の受賞者
- FAI・ゴールド・エア・メダル：ユージン・サーナン